# Paulo Figueiredo (ator)
Paulo Figueiredo (São Paulo, 6 de março de 1940) é um ator, diretor, autor, compositor e violonista brasileiro. Após uma passagem de sucesso e prestígio nas Redes Excelsior e Tupi, Estreou na Globo em 1978 tendo um grande destaque na pele do romântico Miguel de A Sucessora de Manoel Carlos com quem viria repetir parceria de longas datas em Baila Comigo (1981), Sol de Verão (1982), Felicidade (1991), Por Amor (1997), Laços de Família (2000) e Mulheres Apaixonadas (2003). Um dos seus principais personagens foi o enigmático Otávio, protagonista da novela Marron Glacé (1979). Merece também destaque o personagem mais recente Dr. Vitor Lopo, pai do vilão Vitor Lopo Júnior (Leonardo Vieira) da telenovela Prova de Amor. Vale ressaltar que o ator participou tanto da versão de Éramos Seis (1977), exibida na Rede Tupi, em que deu vida ao personagem Zeca, como também da Éramos Seis (1994), do SBT, em que interpretou Almeida. O longa ‘E a Vida Continua... (filme)’ marca a retomada da carreira de diretor de cinema (é versão de livro espírita que o ator tentou levar aos palcos nos anos 1970).

## Filmografia

### Televisão
| Ano     | Dramaturgia                 | Papel                                 | Nota                                                     | Emissora          |
| ------- | --------------------------- | ------------------------------------- | -------------------------------------------------------- | ----------------- |
| 1965    | A Outra                     | Leandro                               |                                                          | Rede Tupi         |
| 1965    | O Caminho das Estrelas      | César                                 |                                                          | TV Excelsior      |
| 1966    | Almas de Pedra              | Adriano                               |                                                          | TV Excelsior      |
| 1966    | Anjo Marcado                | Eduardo                               |                                                          | TV Excelsior      |
| 1966    | Ninguém Crê em Mim          | Edu                                   |                                                          | TV Excelsior      |
| 1967    | O Morro dos Ventos Uivantes | Heathcliff (jovem)                    |                                                          | TV Excelsior      |
| 1967    | O Grande Segredo            | Mário                                 |                                                          | TV Excelsior      |
| 1968    | O Rouxinol da Galileia      | Patrick                               |                                                          | Rede Tupi         |
| 1968    | O Décimo Mandamento         | Luigi                                 |                                                          | Rede Tupi         |
| 1968    | Antônio Maria               | Otávio Ferrari                        |                                                          | Rede Tupi         |
| 1969    | Nino, o Italianinho         | Vitor                                 |                                                          | Rede Tupi         |
| 1970    | Simplesmente Maria          | Carlos                                |                                                          | Rede Tupi         |
| 1971    | A Fábrica                   | César                                 |                                                          | Rede Tupi         |
| 1971    | O Preço de um Homem         | Ricardo                               |                                                          | Rede Tupi         |
| 1972    | Dom Camilo e os Cabeludos   | Padre                                 |                                                          | Rede Tupi         |
| 1972    | Vitória Bonelli             | Julian                                |                                                          | Rede Tupi         |
| 1974    | Os Inocentes                | Renato                                |                                                          | Rede Tupi         |
| 1974    | A Barba-Azul                | José Mário Braga (Zé Mário/Braguinha) |                                                          | Rede Tupi         |
| 1975    | Meu Rico Português          | Ricardo                               |                                                          | Rede Tupi         |
| 1976    | Os Apóstolos de Judas       | Pedro                                 |                                                          | Rede Tupi         |
| 1976    | Canção para Isabel          | Rodrigo                               |                                                          | Rede Tupi         |
| 1977    | Éramos Seis                 | Zeca                                  |                                                          | Rede Tupi         |
| 1977    | O Profeta                   | Eduardo                               |                                                          | Rede Tupi         |
| 1978    | A Sucessora                 | Miguel Bécker                         |                                                          | TV Globo          |
| 1979    | Carga Pesada                | Geraldo                               | Episódio: "A Enchente"                                   | TV Globo          |
| 1979    | Malu Mulher                 | Mário                                 | Episódio: "De Repente, Tudo Novamente"                   | TV Globo          |
| 1979    | Sítio do Picapau Amarelo    | Índio Ajuricaba                       | Episódio: "O Curupira"                                   | TV Globo          |
| 1979    | Marron Glacé                | Otávio                                |                                                          | TV Globo          |
| 1980    | Coração Alado               | Anselmo Pitanga                       |                                                          | TV Globo          |
| 1981    | Baila Comigo                | Rogério Coelho                        |                                                          | TV Globo          |
| 1981    | Terras do Sem-Fim           | Virgílio                              |                                                          | TV Globo          |
| 1982    | Sol de Verão                | Horácio Martins                       |                                                          | TV Globo          |
| 1982    | Final Feliz                 | Chico Paiva                           |                                                          | TV Globo          |
| 1983    | Voltei pra Você             | Dr. Camargo                           |                                                          | TV Globo          |
| 1984    | Corpo a Corpo               | Tadeu                                 |                                                          | TV Globo          |
| 1986–88 | Os Trapalhões               | Várias Personagens                    |                                                          | TV Globo          |
| 1987    | O Outro                     | Hércules                              |                                                          | TV Globo          |
| 1988    | Bebê a Bordo                | Eduardo Augusto Rêgo Grande (Dinho)   |                                                          | TV Globo          |
| 1988    | Vida Nova                   | Valentim                              |                                                          | TV Globo          |
| 1989    | O Salvador da Pátria        | Miguel                                | Participação especial                                    | TV Globo          |
| 1989    | O Sexo dos Anjos            | Durval Barcelar                       |                                                          | TV Globo          |
| 1990    | La Mamma                    | Paulinho                              |                                                          | TV Globo          |
| 1990    | Fronteiras do Desconhecido  | Dr. Erasmo                            | Episódio: O teu nome, Marília                            | Rede Manchete     |
| 1990    | Meu Bem, Meu Mal            | Padre Celso                           |                                                          | TV Globo          |
| 1991    | O Dono do Mundo             | Tavares                               |                                                          | TV Globo          |
| 1991    | O Sorriso do Lagarto        | Pécuchet                              |                                                          | TV Globo          |
| 1991    | Felicidade                  | Bruno Louzada                         |                                                          | TV Globo          |
| 1992    | Você Decide                 | Dr. Fábio                             | Episódio: "Coração na Mão"                               | TV Globo          |
| 1992    | Anos Rebeldes               | Belotti                               |                                                          | TV Globo          |
| 1992    | De Corpo e Alma             | Médico de Paloma                      |                                                          | TV Globo          |
| 1994    | Éramos Seis                 | Argemiro Almeida (Almeida)            |                                                          | SBT               |
| 1995    | Sangue do Meu Sangue        | Major Alexandre Paranhos              |                                                          | SBT               |
| 1996    | Antônio Alves, Taxista      | Humberto Dantas                       |                                                          | SBT               |
| 1996    | Perdidos de Amor            | Olavo Andrade                         |                                                          | Rede Bandeirantes |
| 1997    | Por Amor                    | Dr. Jayme Scliar                      |                                                          | TV Globo          |
| 1998    | Serras Azuis                | Laércio Roldão                        |                                                          | Rede Bandeirantes |
| 1999    | Terra Nostra                | Comandante Eriberto                   |                                                          | TV Globo          |
| 2000    | Laços de Família            | Rodrigo                               |                                                          | TV Globo          |
| 2001    | Roda da Vida                | Daniel Almeida Alencar                |                                                          | Record            |
| 2002    | Coração de Estudante        | Lineu Inácio Cordeiro                 |                                                          | TV Globo          |
| 2003    | Mulheres Apaixonadas        | Afrânio Ferreira-Lobo                 |                                                          | TV Globo          |
| 2003    | Kubanacan                   | Fernando di Castella                  |                                                          | TV Globo          |
| 2004    | Da Cor do Pecado            | Dr. Eriberto                          |                                                          | TV Globo          |
| 2004    | A Escrava Isaura            | Coronel Sebastião Cunha               |                                                          | Record            |
| 2005    | Prova de Amor               | Dr. Vitor Lopo                        |                                                          | Record            |
| 2007    | Luz do Sol                  | Rodolpho Villa Nova                   |                                                          | Record            |
| 2007    | Amor e Intrigas             | Romeu Toscano                         |                                                          | Record            |
| 2009    | Mutantes: Promessas de Amor | Professor Círilo Camargo              |                                                          | Record            |
| 2010    | A História de Ester         | Memucã                                |                                                          | Record            |
| 2012    | Rei Davi                    | Aitofel                               |                                                          | Record            |
| 2012    | Balacobaco                  | Adamastor Campos Moura                |                                                          | Record            |
| 2015    | Milagres de Jesus           | José                                  | Episódios: "Barrabás" "Os Dois Ladrões" "A Crucificação" | Record            |
| 2015    | Os Dez Mandamentos          | Jetro                                 |                                                          | Record            |
| 2017    | O Rico e Lázaro             | Zadoque                               |                                                          | Record            |
| 2018    | Jesus                       | Anás                                  |                                                          | Record            |
| 2019    | Vai que Cola                | Passageiro do avião                   | Episódio: "Tripulação, Decolagem Autorizada"             | Multishow         |
| 2019    | Amor sem Igual              | Geovani                               |                                                          | Record            |
| 2021    | Gênesis                     | Rei Melquisedeque                     | Fase: "Jornada de Abraão"                                | Record            |

### Cinema
| Ano  | Título                                            | Personagem            |
| ---- | ------------------------------------------------- | --------------------- |
| 1971 | Diabólicos Herdeiros                              |                       |
| 1971 | No Rancho Fundo                                   |                       |
| 1976 | Tirandentes - O Mártir da Independência do Brasil | José Maciel           |
| 1976 | Senhora                                           | Fernando              |
| 1978 | Que Estranha Forma de Amar                        | Jorge                 |
| 1979 | O Gênio do Sexo                                   |                       |
| 1979 | Adultério por Amor - uma sem vergonha             | Jorge                 |
| 1983 | O Médium                                          |                       |
| 1988 | Os Heróis Trapalhões - Uma Aventura na Selva      | Subcomandante Madeira |
| 1988 | O Diabo na Cama - Tá Repreendido em nome de Jesus |                       |
| 1998 | Caminho dos Sonho                                 | Alberto França        |
| 2012 | E a Vida Continua                                 |                       |
| 2016 | A Menina Índigo                                   | Paulo Gregório        |
| 2016 | Os Dez Mandamentos - O Filme                      | Jetro                 |

### Como Escritor
- 1991 - Ilha das Bruxas (minissérie)